# Ulica Wybrzeże Puckie w Warszawie
Ulica Wybrzeże Puckie – ulica w warszawskiej dzielnicy Praga-Północ. Rozpoczyna się przy moście Gdańskim, a kończy w okolicach mostu Grota-Roweckiego. 

## Opis
Ulica stanowi północne przedłużenie ulicy Wybrzeże Helskie. Przebiega przez obszar Golędzinowa i rejon na zachód od Śliwic. Stanowi część nigdy nie zrealizowanej tzw. Praskiej Wisłostrady, która miała biec wzdłuż prawego brzegu Wisły. Jej drugą, nieformalną nazwą jest Szlak Golędzinowski. W latach 70. XX wieku teren został uporządkowany oraz ułożono trwałą nawierzchnię z betonowych płyt. 
Podczas budowy mostu gen. Grota-Roweckiego perspektywicznie wybudowano przejazd przygotowany do budowy dwupasmowej ulicy razem z torowiskiem tramwajowym. W 2013 powrócono do koncepcji rozbudowy ulicy Wybrzeże Helskie, tak aby nabrała cech ulicy o znaczeniu tranzytowym; projekt ten nie określa jednak nowej roli ulicy Wybrzeże Puckie. 

## Ważniejsze obiekty
- Pawilon Edukacyjny Kamień